# Тойота C-HR
„Тойота C-HR“ (Toyota C-HR) е модел малки автомобили с повишена проходимост (сегмент J) на японската компания „Тойота“, произвеждан от 2016 година.
Моделът замества не особено успешния „Тойота Ърбан Крузър“ като по-компактна алтернатива на „Тойота RAV4“ и има ексцентричен дизайн, ориентиран главно към бързо разрастващия се европейски пазар на малки и компактни кросоувъри. През 2018 година в Европа се продадени около 130 хиляди автомобила от модела.